# Fondazione Mies van der Rohe
La Fondazione Mies van der Rohe è un'entità pubblica senza scopo di lucro.

## Storia
La Fondazione nasce con l'intento di ricostruire il Padiglione tedesco che l'architetto Ludwig Mies van der Rohe realizzò per l'Esposizione Internazionale di Barcellona.
Durante l'Esposizione, in questo spazio, ebbe luogo l'incontro delle autorità tedesche con il re Alfonso XIII di Spagna.
Nel 1959 l'architetto Oriol Bohigas ottenne dall'autore l'autorizzazione per ricostruire il Padiglione e nel 1983 si iniziarono i lavori con gli architetti Ignasi de Solà-Morales, Cristian Cirici, Fernando Ramos, e con la collaborazione di Arthur Drexler e dell'archivio Mies van der Rohe del MoMA. L'edificio fu inaugurato nel 1986.

## Attività
Oltre a garantire la conservazione di una delle opere pionieristiche dell'architettura moderna, la Fondazione ha tra i suoi obiettivi quello di approfondire il dibattito sul Movimento Moderno e creare un archivio documentale su Ludwig Mies van der Rohe e promuoverne lo studio.

## Premio di Architettura Contemporanea dell'Unione Europea - Premio Mies van der Rohe
Tra le numerose attività risalta particolarmente l'organizzazione del Premio di Architettura Contemporanea Mies van der Rohe il cui obiettivo è quello di riconoscere la qualità dell'architettura di produzione recente in Europa. La fondazione realizza un'esposizione itinerante con quelli che sono i risultati di ogni edizione del premio e un catalogo.
Si occupa inoltre dell'analisi e lo studio delle Città Mediterranee con la collaborazione di istituzioni e università del Mediterraneo. 
Nel 2009 la fondazione ha riavviato la collaborazione con l'Università politecnica della Catalogna con una cattedra intitolata a Mies van der Rohe su case e città mediterranee.

## Docomomo
Dal 2010 la fondazione Mies van der Rohe è la sede del Docomomo Internazionale, organizzazione internazionale dedicata alla documentazione e la conservazione degli edifici del movimento moderno.

## Consiglio d'Amministrazione
Il Consiglio d'Amministrazione della Fondazione è costituito da:
- Comune di Barcellona
- Ministerio de Fomento de España
- Departament de territori i sostenibilitat de la Generalitat de Catalunya
- El Consorci de la Zona Franca de Barcelona
- Col·legi d'Arquitectes de Catalunya
- Fira Barcelona
- Escola Tècnica Superior d'Arquitectura de Barcelona
- Museum of Modern Art di New York (MoMA)
- Stiftung Preussischer Kulturbesitz de Berlín